# Nervio obturador
El nervio obturador es un nervio mixto, que con el nervio femoral, constituyen la ramas terminales del plexo lumbar. Nace de los ramos anteriores de los nervios L2, L3 y L4. Lleva la sensibilidad de la piel de la cara medial del muslo y de la cara anterior de la articulación de la cadera. Asegura la aducción del muslo al inervar a los músculos del compartimento medial del muslo.

## Constitución y trayecto
Nacidas las raíces del nervio en el espesor del psoas mayor, por debajo y medialmente al nervio femoral, convergen a la altura de la apófisis costal de la quinta vértebra lumbar. 
Acompañado desde su origen por el nervio obturador accesorio, (cuando existe), lleva un curso descendente y emerge por el borde medial del psoas, cruza a la articulación  sacroilíaca, sigue hacia delante en la pelvis, un poco por debajo de la línea arcuata donde pasa por detrás de los vasos ilíacos comunes, y luego delante de los vasos ilíacos internos y del uréter. Aquí le acompañan la arteria obturatriz con su vena homónima situados debajo. Este paquete vasculonervioso pasa por el canal obturador, justo debajo de la rama horizontal del hueso pubis. Al atravesar el foramen obturador, abandona su única rama colateral para el obturador externo, y se divide en sus ramos terminales: una rama anterior y otra posterior.

## Ramos terminales

### Rama Anterior
Abandona la pelvis por delante del músculo obturador externo y detrás del pectíneo  , luego pasa entre el aductor largo adelante y el aductor corto. Emite varios ramos comunicantes hacia el nervio safeno y el nervio femoral (y otro al nervio obturador accesorio, cuando existe).

#### Ramos musculares
Inerva al músculo obturador externo y a los del compartimento medial del muslo: aductor mayor, aductor corto, aductor largo, grácil, con la excepción del músculo pectíneo el cual es inervado por el nervio femoral.

#### Ramo cutáneo
Se origina del tronco o de un ramo muscular y se distribuye en la piel de la cara medial del muslo. Algunos filetes pueden seguir hasta la rodilla.

### Rama Posterior
Se dirige hacia abajo, se sitúa entre el aductor corto, adelante, y el aductor mayor, atrás. En la cara anterior de este último músculo se divide en 

#### Ramos musculares
Penetran en la porción oblicua del aductor mayor por su cara anterior(la porción del aductor mayor que nace del isquion, el cual es inervado por el nervio ciático), y un ramo para el obturador externo (nervio inferior del obturador externo).

#### Rama Articular
Pasan por detrás del pectíneo y van a la articulación de la cadera, para la parte anterior de la cápsula y la sinovial. Otros perforan el aductor mayor, llegan a la fosa poplítea y se pierden en la parte posterior de la rodilla, para distribuirse por la cápsula articular y la membrana sinovial.

## Imágenes adicionales
|  |
|  |

|  |
|  |

|  |
|  |